# Ҁ
Das Ҁ (Kleinbuchstabe ҁ) ist ein Buchstabe des frühen kyrillischen Alphabets.
Bei der Einführung des kyrillischen Alphabets wurde das Qoppa des griechischen Alphabets direkt übernommen. Da die slawischen Sprachen genau wie das Griechische den Laut q nicht besitzen, wurde der Buchstabe ausschließlich als Zahlzeichen für die Zahl 90 benutzt. Es wurde allerdings bereits früh abgeschafft, da der Zahlenwert vom Buchstaben Ч übernommen wurde.

## Zeichenkodierung
| Standard  | Standard    | Majuskel Ҁ                    | Minuskel ҁ                  |
| --------- | ----------- | ----------------------------- | --------------------------- |
| Unicode   | Codepoint   | U+0480                        | U+0481                      |
| Unicode   | Name        | CYRILLIC CAPITAL LETTER KOPPA | CYRILLIC SMALL LETTER KOPPA |
| UTF-8     | UTF-8       | D2 80                         | D2 81                       |
| XML/XHTML | dezimal     | &#1152;                       | &#1153;                     |
| XML/XHTML | hexadezimal | &#x0480;                      | &#x0481;                    |